# 6,12-二氮杂蒽嵌蒽
6,12-二氮杂蒽嵌蒽（吖啶并[2,1,9,8-klmna]吖啶）是一种含氮杂环有机物，化学式为C20H10N2。它及其硫酸盐在动物实验中表现出致癌性。
以之为母体衍生的6,12-二氮杂蒽嵌蒽二(二甲酰亚胺)在有机半导体中有应用研究。